# 八心八箭
八心八箭，又名邱比特車工，是一種鑽石的切割技術。將鑽石切割出理想切割比例，並進行對稱打磨，使光線從鑽石的58個瓣面的角度折射出均呈現似八心八箭的特別圖案的影像。
所谓八心八箭钻石是指57面的标准圆多面型钻石(就是大家所熟知的圆钻)用切工镜观看时，如果台面向上可见从中心呈放射型的八箭图案，亭部向上时可观察到八颗心的图案，心的尖部朝中心，它只是一种特殊的切工，只是普通圆钻的切工等级达到一定标准所呈现出的图案效果。